# Horní Police
Obec Horní Police (původním názvem Mariánská Police, německy Oberpolitz či Ober Politz) se nachází v severních Čechách, v okrese Česká Lípa v Libereckém kraji. Protéká jí řeka Ploučnice. Žije zde 732 obyvatel.

## Části obce
- Horní Police (vesnice)
  - Bělá (něm. Biela)
  - Stoupno (něm. Staupen)
- Na Výšině[6] (zřízena k 19. prosinci 2014)[7]
- Podlesí (něm. Waldeck, vesnice)
- Pod Školou[8] (skupina domů navazující na ulici Školní v Žandově)
- Dvorsko (něm. Hofberg)[9]

## Historie

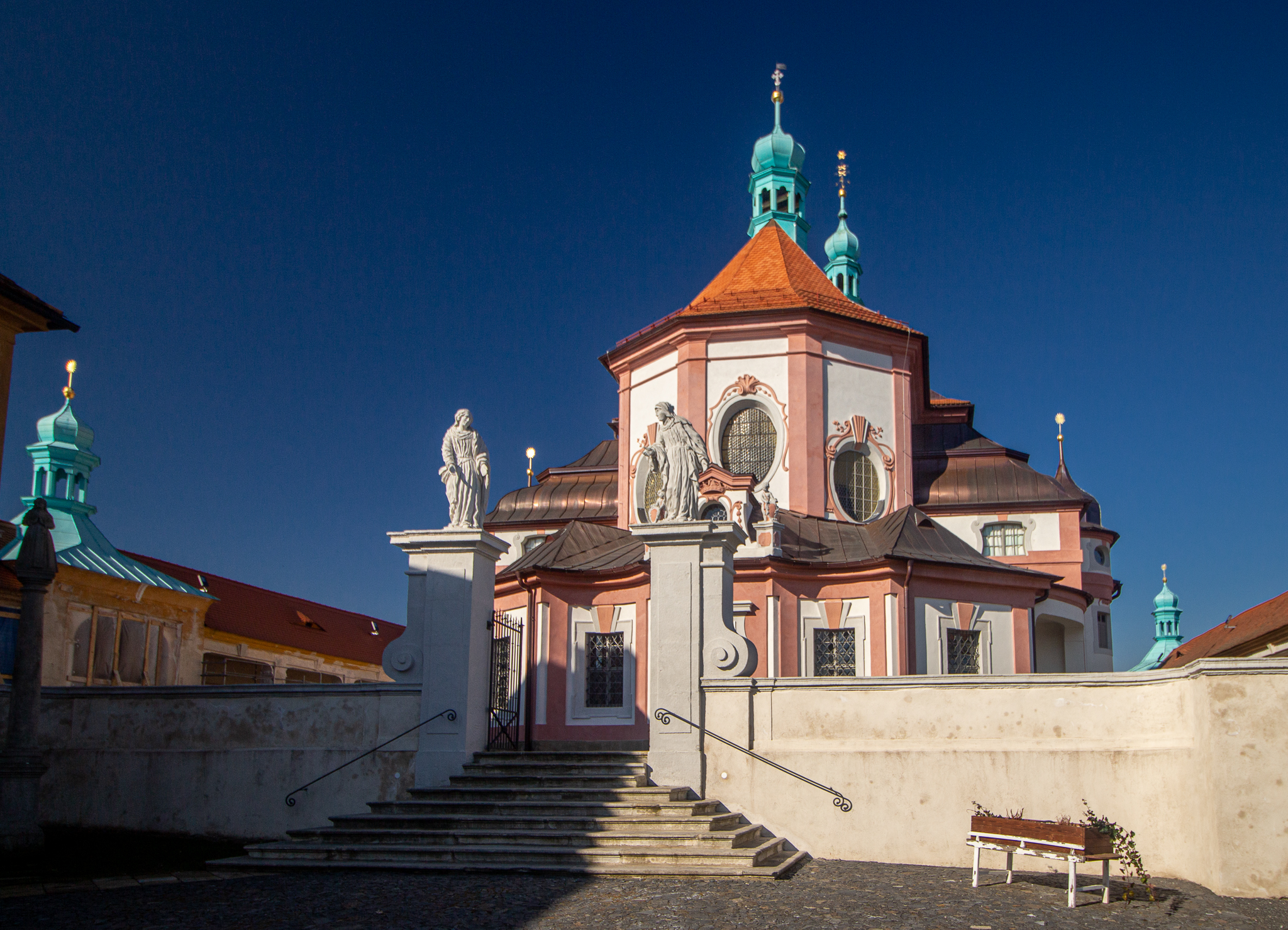
Arciděkanský kostel Navštívení Panny Marie v hornopolickém poutním areálu

První písemná zmínka o obci pochází z roku 1273. Původní název vsi byl Mariánská Police. Ve 13. století Police i s okolím náležela Berkům z Dubé.
V roce 1848 byl formálním vlastníkem panství Police zástupce císařské rodiny Habsburků toskánský vévoda Leopold II. Součástí panství bylo 20 obcí, z nichž 15 je dnes v okrese Česká Lípa. Po zrušení nevolnictví a později také v důsledku revolučních událostí roku 1848 došlo v Rakouském císařství k radikálním změnám státní správy. Byla zrušena panství šlechty (včetně Polického panství), ustanoveny během roku 1850 nové kraje, politické a soudní okresy. Obě části Police byly nově začleněny do Českolipského kraje a politického i soudního okresu Česká Lípa řízeného okresním hejtmanstvím. Příslušný krajský soud byl v Litoměřicích. Po zrušení Českolipského kraje v roce 1855 zůstala Horní Police v okrese Česká Lípa, který byl začleněn do Litoměřického kraje. Při další reformě státní správy byly kraje zrušeny úplně, okresy zůstaly. Tento stav se do roku 1918 téměř nezměnil.

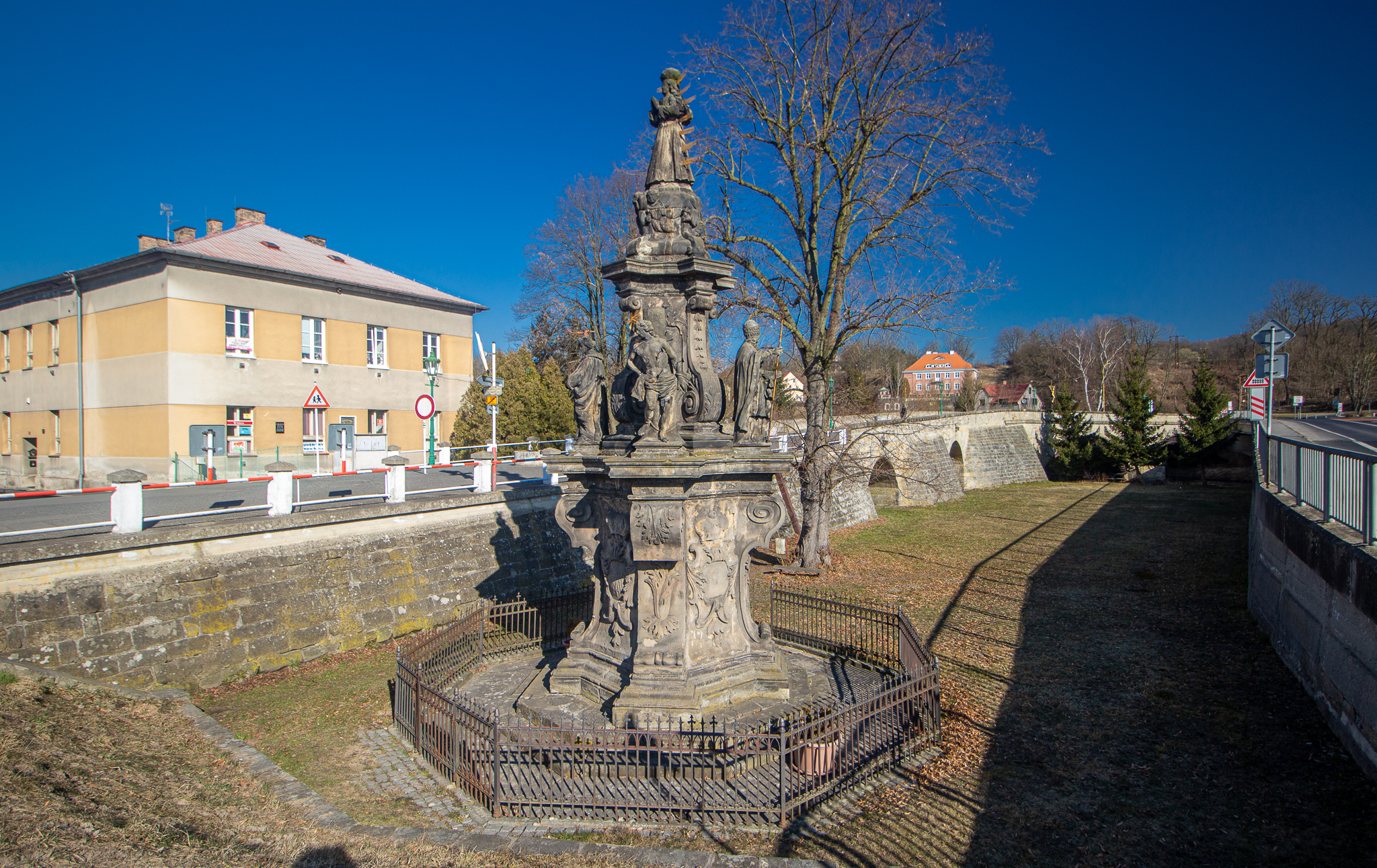
Sousoší Panny Marie mezi mosty. Vlevo starý kamenný most.

Od vzniku obecního zřízení byla Horní Police samostatnou obcí až do 50. let, kdy se na krátko stala součástí Žandova, poté opět samostatnou obcí až do poloviny roku 1980, kdy se opět na deset let (do července 1990) připojila k Žandovu.

## Pamětihodnosti
- Zámek Horní Police, postavený v 17. století. Za totalitního režimu zámek sloužil zemědělskému družstvu, čímž došlo k jeho značnému zchátrání. Od roku 1997 patří obci, které se podařilo zámek opravit a část interiéru upravit jako galerii.
- Kostel Navštívení Panny Marie ze 17. století, postavený litoměřickým stavitelem Giuliem Broggiem na místě kostela staršího data. Společně s budovou arciděkanství se nachází v hornopolickém poutním areálu.
- Kamenný klenbový most s pozlaceným Kristem na kříži v životní velikosti. Most a kříž tvoří znak obce. Most přes Ploučnici spojuje zámek s kostelem, postaven byl roku 1840 místo mostu dřevěného. Je třetím nejstarším mostem na Ploučnici (po Mimoni a České Lípě) a je nyní chráněnou kulturně – technickou památkou. Provoz z něj byl přenesen na sousední nový most, je přístupný jen chodcům. Pozlacení bylo provedeno naposledy roku 1991 při opravě celého mostu.
- Mezi oběma mosty poblíž náměstí bylo v roce 1722 postaveno v místě nalezené vyplavené mariánské sošky barokní mariánské sousoší čtyř světců a Panny Marie[12]
- Chráněné chalupy, ukázka lidového stavitelství.
- Na rodném domě významného rodáka rektora Karlovy univerzity Julia Vincence Krombholze byla v roce 2011 instalována pamětní deska.[13]

## Průmysl

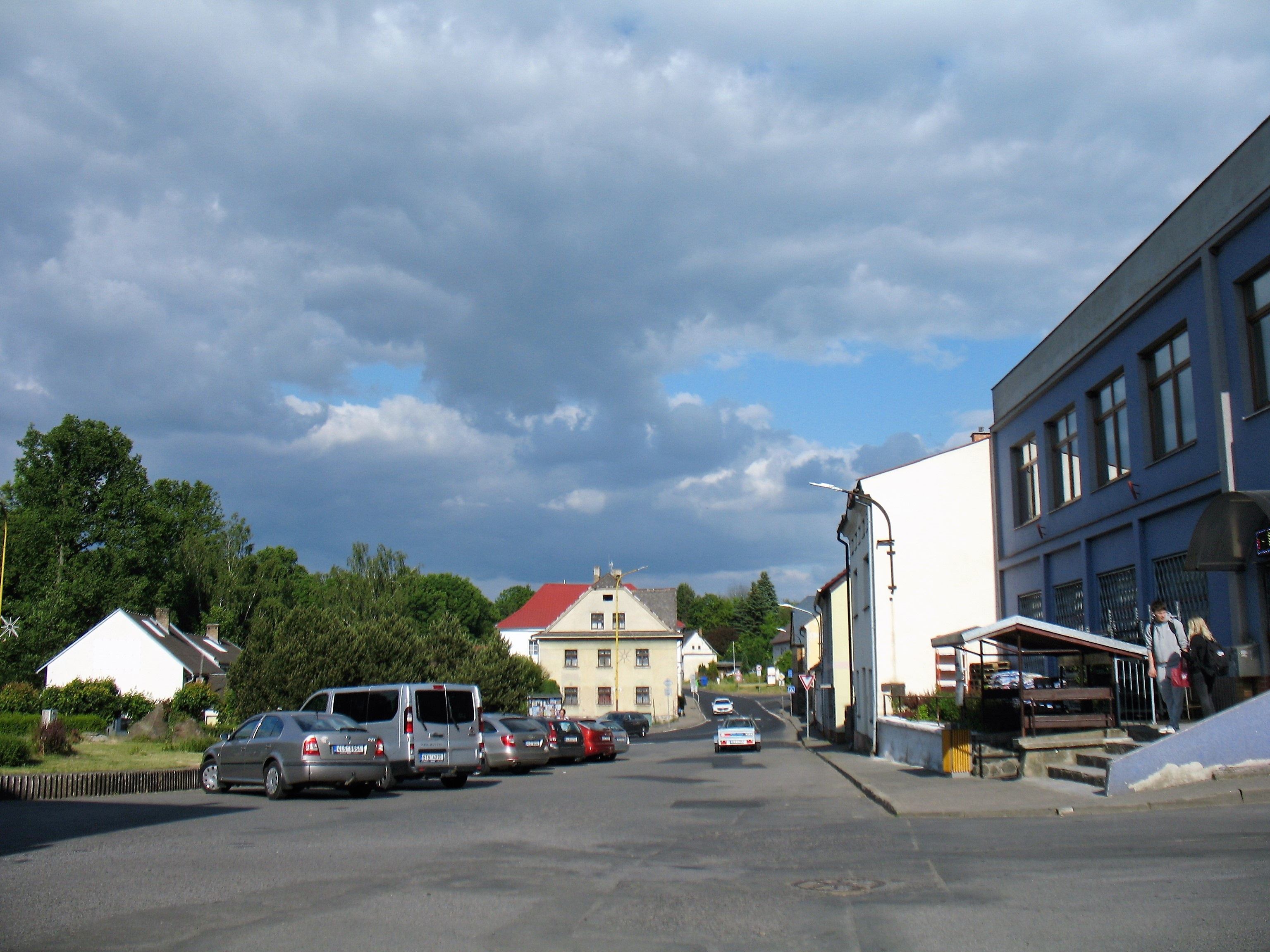
Ulice 9. května, vpravo obchod a autobusová zastávka

V letech 1894 až 1946 zde sídlila firma Achilles Fahrrad- und Motorfahrzeugfabrik A. Schneider & Co., výrobce jízdních kol, motocyklů a automobilů.

## Osobnosti

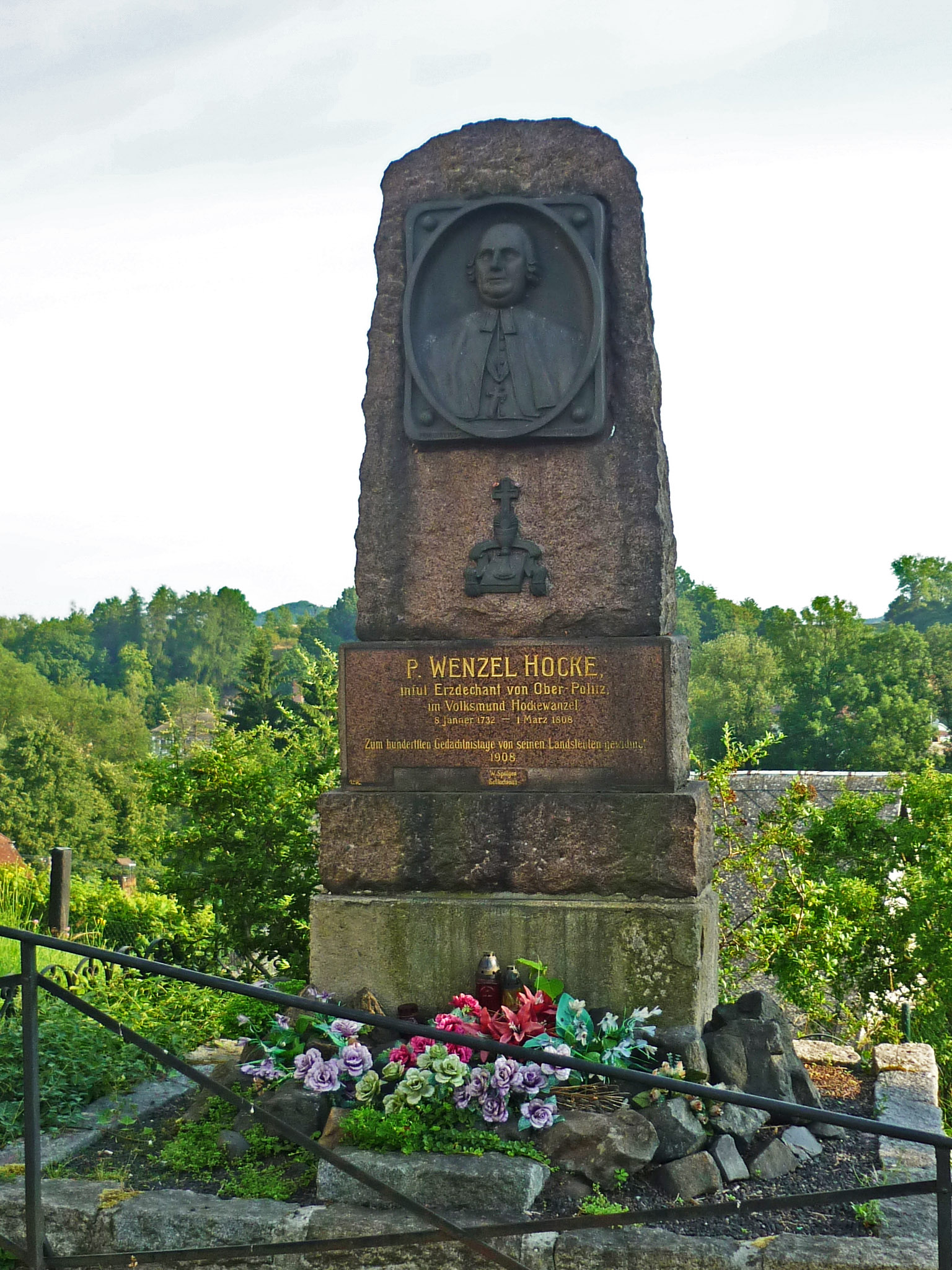
Památník arciděkana Wenzela Hockeho

- Wenzel Hocke (1732–1808), zvaný Hockewanzel, římskokatolický kněz a od roku 1779 arciděkan v Horní Polici. Svérázný duchovní považovaný za šprýmaře v kněžském rouchu, originální osobnost, která nemá v německo-českém kraji obdoby.
- Anton Renner (1782–1838), římskokatolický kněz, člen katedrální kapituly sv. Štěpána v Litoměřicích
- Julius Vincenc von Krombholz (1782–1843), lékař a mykolog, rektor Karlovy univerzity
- Stanislav Přibyl (1971), 21. sídelní biskup litoměřický

## Společenské organizace
Fotbalový tým mužů zakončil sezonu 2010/2011 v II. třídě okresu Česká Lípa na 2. místě čtrnáctičlenné tabulky a postoupil. V další sezoně hrál I. B třídu Západ a v konečné tabulce 2011/2012 skončil na 9. místě.

## Kuriozity
V roce 2018 dostali v rámci marketingové akce všichni obyvatelé obce prémiový účet na server Pornhub, kvůli podobě názvu obce se slovním spojením "horny police", což znamená v překladu z angličtiny "nadržená policie". Místostarosta obce se proti tomu ohradil s tím, že obec je poutním místem s křesťanskou historií.